# Top Boy
Top Boy é uma série de televisão britânica de drama policial criada e escrita por Ronan Bennett. A série é protagonizada por Ashley Walters e Kane Robinson.
Foram produzidos 32 episódios distribuídos ao longo de cinco temporadas. As duas primeiras temporadas consistem em 4 episódios cada e foram transmitidas no Channel 4. A primeira temporada foi exibida em quatro noites consecutivas, de 31 de outubro a 3 de novembro de 2011, enquanto a segunda temporada foi ao ar de 20 de agosto a 10 de setembro de 2013. Embora enredos para uma terceira temporada tenham sido propostos, a série foi cancelada pelo Channel 4 em 2014.
Após o interesse do rapper canadense Drake, em 2017 foi anunciado que a Netflix reviveria a série, com Walters e Robinson reprisando seus papéis, junto com a equipe original, enquanto Drake e sua equipe assumiriam como produtores executivos. As terceira e quarta temporadas estrearam na Netflix em setembro de 2019 e março de 2022, respectivamente, sendo promovidas como a primeira e segunda temporadas de uma série original da Netflix. As duas temporadas anteriores, originalmente transmitidas no Reino Unido, foram adicionadas à Netflix sob o título Top Boy: Summerhouse. Em 31 de março de 2022, foi renovada uma quinta e última temporada (a terceira produzida pela Netflix), que estreou em 7 de setembro de 2023.
A série foi amplamente aclamada pela crítica, elogiando seu roteiro, atuação, fotografia, temas, realismo e trilha sonora. Top Boy recebeu várias premiações e indicações do British Academy Television Awards, incluindo indicações para Melhor Minissérie e Melhor Ator para Kane Robinson. Além disso, ganhou prêmios de Série Dramática, Melhor Música Original, Melhor Diretor: Ficção, Melhor Elenco com Roteiro e Melhor Atriz Coadjuvante para Jasmine Jobson.

## Elenco
- Ashley Walters como Dushane Hill (1-5.ª temporadas)
- Kane Robinson como Gerard "Sully" Sullivan (1-5.ª temporadas)
- Shone Romulus como Dris Wright (1–3.ª temporadas)
- Malcolm Kamulete como Ra'Nell Smith (1–2.ª temporadas)
- Giacomo Mancini como Gemel "Gem" Mustapha (1–2.ª temporadas; 3.ª temporada; recorrente)
- Sharon Duncan-Brewster como Lisa Smith (1–2.ª temporadas)
- Kierston Wareing como Heather (1.ª temporada)
- Nicholas Pinnock como Leon (1.ª temporadas)
- Xavien Russell como Michael (1–2.ª temporadas)
- Micheal Ward como Jamie Tovell (3–4.ª temporadas)
- Jasmine Jobson como Jacqueline "Jaq" Lawrence (3–5.ª temporadas)
- Simbi Ajikawo como Shelley (3-5.ª temporadas)
- Hope Ikpoku Jnr. como Aaron Tovell (3–4.ª temporadas)
- Araloyin Oshunremi como Stefan Tovell (3–5.ª temporadas)
- Keiyon Cook como Attica "Ats" Ayittey (3.ª temporada)
- Jolade Obasola como Amma Ayittey (3–4.ª temporadas)
- Kadeem Ramsay como Kit (3–4.ª temporadas)
- Lisa Dwan como Lizzie Kilfauns (3-4.ª temporadas)
- Saffron Hocking como Lauryn Lawrence (4–5.ª temporadas; 3.ª temporada; recorrente)
- NoLay como Mandy, Dris' girlfriend (5.ª temporada; 4.ª temporada; recorrente; 2.ª temporada; convidado)
- Adwoa Aboah como Becks, Jaq's girlfriend (5.ª temporada; 4.ª temporada; recorrente)
- Joshua Blissett como Kieron Palmer (5.ª temporada; 3-4.ª temporadas; recorrente)
- Savanah Graham como Erin Wright (5.ª temporada; 3.ª temporada; recorrente)

## Recepção
Top Boy recebeu elogios dos críticos. As duas primeiras séries estrearam com 1 milhão de espectadores e conseguiram manter sua audiência ao longo de seus dois anos de exibição. Tom Sutcliffe, do The Independent, comentou: "O drama evitou qualquer pregação direta, mas uma sensação de moralidade permeava tudo, enquanto os personagens mais durões enfrentavam sua própria consciência e a tristeza afetava tanto culpados quanto inocentes. O melhor de tudo é que sempre encontrava espaço para momentos além do enredo principal, seja brincadeiras nas escadas ou a beleza melancólica da cidade à noite. Uma televisão verdadeiramente excelente".
A série revival da Netflix foi ainda mais aclamada por suas performances, profundidade emocional, trilha sonora, escrita e escopo expandido. Rebecca Nicholson, escrevendo no The Guardian, descreveu a terceira temporada como "mais violenta, mais envolvente e mais chocante do que nunca". Ellen E Jones, também do The Guardian, elogiou a quarta temporada, afirmando que a série "sempre mantém o espectador adivinhando".